# Edgar Bainton

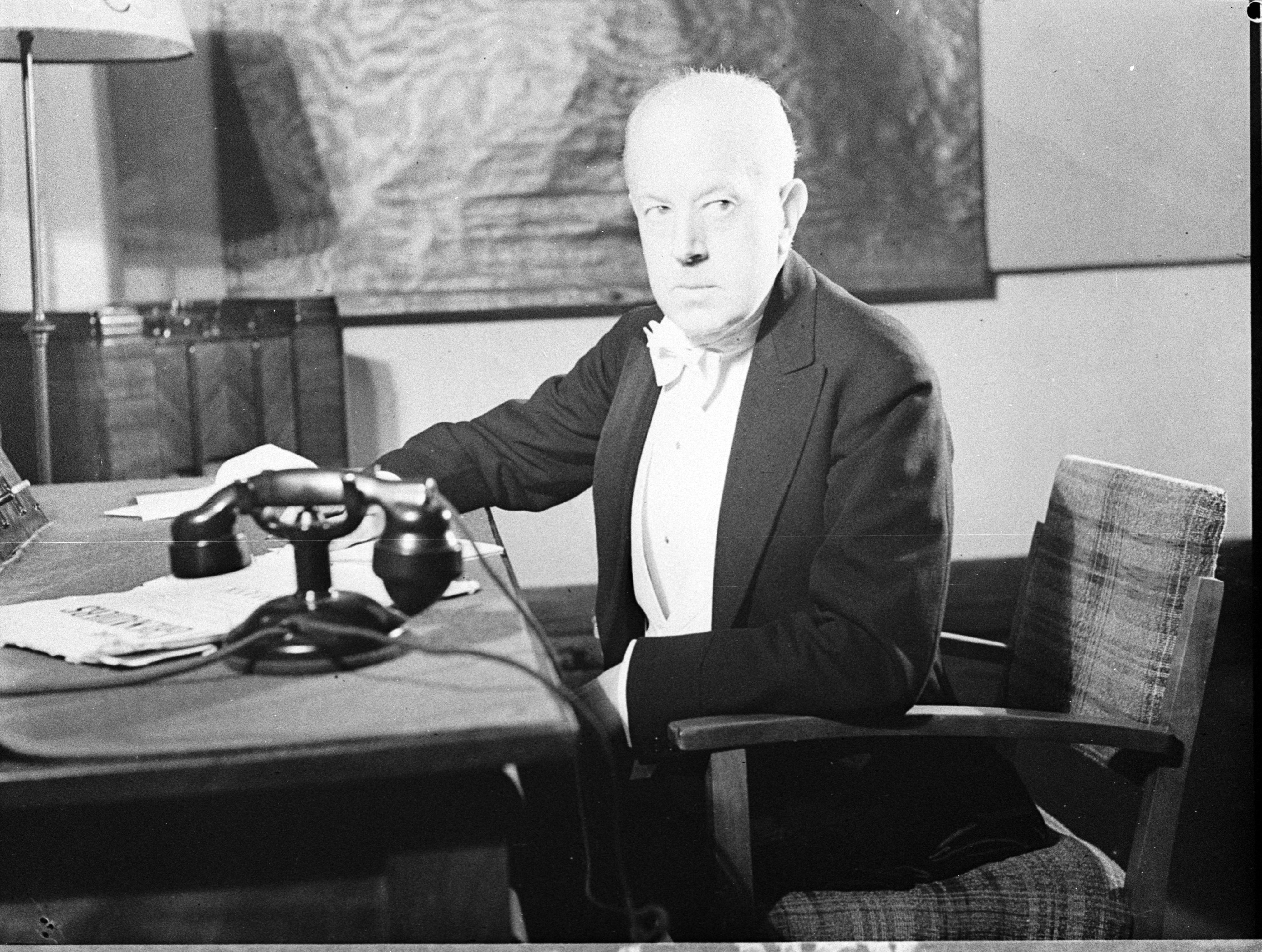
Edgar Bainton

Edgar Leslie Bainton (Londen, 14 februari 1880 – Sydney, 8 december 1956) was een Britse componist, dirigent, pianist en muziekonderwijzer.  Zijn oeuvre is klein en door zijn vertrek naar Australië is ook een deel van zijn oeuvre verloren gegaan. In de Angelsaksische wereld is hij voornamelijk bekend vanwege zijn kerkmuziek en met name zijn anthem And I saw a new heaven.

## Vroeg leven en carrière
Bainton werd geboren in Hackney nabij Londen als zoon van dominee George Bainton en zijn vrouw Mary Cave. Al snel verhuisde het gezin naar Coventry alwaar zijn muzikale talenten aan de oppervlakte kwamen. Zijn eerste optreden als pianist vond plaats terwijl hij negen jaar oud was. Op elfjarige leeftijd kreeg hij een beurs om aan de King Henry VIII Grammar School te gaan studeren; op zijn zestiende mocht hij naar het vermaarde Royal College of Music in Londen, al waar hij ging studeren bij Henry Walford Davies. In 1899 mocht hij gaan studeren bij Charles Villiers Stanford, zo’n beetje de grondlegger van de klassieke muziek van de 20e eeuw in Engeland. Bainton ontmoette daar George Dyson, William Harris en vanaf dan vriend voor het leven Rutland Boughton. In 1898 componeerde hij zijn eerste werk: een prelude en fuga in b-mineur voor piano. De datum is bekend vanwege het feit dat hij een soort muzikaal dagboek bijhield.
In 1901 ging Bainton zelf lesgeven. Hij vertrok daarvoor naar Newcastle upon Tyne, en wel naar het Newcastle Conservatorium. Door deze baan werd hij opgenomen in de muziekbeweging aldaar. Hij componeerde, voerde werken uit en dirigeerde. In 1905 trouwde hij met Ethel Eales, een ex-studente van hem. In 1912 werd Bainton directeur van het conservatorium en kocht hij grond aan voor uitbreiding van de instelling. Hij woonde in Stocksfield en maakte lange trips door de natuur, al dan niet vergezeld door vriend Wilfrid Wilson Gibson. Door deze vriendschap kwam hij in aanraking met schrijver Gordon Bottomley, wiens teksten hij later zou gebruiken voor een opera. Hij bracht de nieuwe muziek van Gustav Holst, Ralph Vaughan Williams en Arnold Bax naar het noorden. Binnen de artistieke kringen ontmoette hij ook George Dodds (dichter) en William Ellis (organist) organist van de plaatselijke kathedraal.

## Krijgsgevangenschap
In 1914 vertrok Bainton voor een culturele reis naar de Bayreuther Festspiele. Hij kon echter niet terug, omdat de Eerste Wereldoorlog uitbrak. Hij werd gearresteerd en geïnterneerd in Rühleben nabij Berlijn. Duitsland liet hem niet gaan omdat hij vanwege zijn 34-jarige leeftijd nog tegen de Duitsers kon vechten. Gedurende de hele oorlog zat Bainton vast in het kamp en mocht hij leiding geven aan de muziek in het kamp. Zodoende maakte hij kennis met Ernest Macmillan, Edward Clark, Arthur Benjamin en anderen. In maart 1918 werd hij naar Den Haag gezonden, aangezien zijn gezondheid achteruit ging. Hij dirigeerde in die tijd als eerste Britse dirigent het Koninklijk Concertgebouworkest, ook weer met Britse muziek.

## Terug naar Engeland
Na aangesterkt te zijn keerde hij terug naar Engeland om zijn werkzaamheden daar weer op te pakken. Zijn werken kregen bekendheid en werden vooral op festivals veel uitgevoerd. Hij maakte reizen naar Australië, Canada en India (1932), waarbij hij in dat laatste land een radio-optreden verzorgde. Zijn verblijf in India van april 1930 tot januari 1931 leverde hem de vriendschap van dichter/musicus Rabindranath Tagore op, die hem introduceerde in Calcutta en de Indiase muziek. In 1933 ontving hij van Edward Bairstow het eredoctoraat aan de Durham University.

## Australië
Zijn verblijf in 1930 in Australië kwam onder de aandacht van het New South Wales State Conservatorium of Music. Daar was men dermate onder de indruk, dat hij in 1933 werd gevraagd voor de baan van directeur aan het conservatorium. Bainton vertrok met zijn familie naar Sydney en keerde niet meer terug.
Net als jaren eerder in Newcastle bracht hij de (toen) moderne Britse klassieke muziek onder de aandacht van het Australische volk, aanvankelijk bij uitvoeringen in de opleiding op het conservatorium, later ook in de concertzalen. Hij stichtte in het verlengde van het conservatorium een operaschool en was betrokken bij de oprichting van het orkest van de Australische Omroep en later bij het toenmalige New South Wales Symphony Orchestra. Bij dat laatste orkest stond hij op de bok bij zijn eerste uitvoering.
Tijdens zijn uitvoeringen schuwde hij het moderne repertoire niet. Hij introduceerde muziek van Bax, Claude Debussy, Jean Sibelius, Frederick Delius en William Walton. Daarnaast stimuleerde hij ook plaatselijke componisten als Miriam Hyde.
Hoogtepunt van zijn populariteit was in 1944, toen hij aan het conservatorium zijn opera The Pearl Tree mocht opvoeren. Men was zo enthousiast over de uitvoering dat een tweede opvoering al snel volgde. Bij die gelegenheid werd een buste van de componist onthuld. Op 65-jarige leeftijd moest Bainton met pensioen, maar hij zou blijven dirigeren met onder meer orkesten in Nieuw-Zeeland en Canada. Op 8 december 1956 overleed hij in Point Piper, een voorstad van Sydney, aan de gevolgen van een hartinfarct.

## Oeuvre
Met opusnummer;
- 1898: opus 1: variaties en fuga voor piano
- 1898: opus 2: vier liederen op tekst van W.E. Henley
- 1899-1930: opus 3: Vier liederen op tekst van onder meer Walter Scott
- 1900: opus 4: Herfstidyllen voor piano
- 1903: opus 5:Symphony in B flat 'A Phantasy of Life and Progress'
- 1904-1906:: opus 6: Vier liederen op teksten van Rossetti, Browing etc.
- 1904: opus 8: Paracelsus (naar Robert Browning) voor orkest
- 1904: opus 9: Kwintet voor piano en strijkers
- 1907: opus 11; The Blessed Damozel, naar het gelijknamige gedicht van Dante Gabriel Rossetti;
- 1907: opus 12: Drie liederen op teksten van William Watson
- 1908-1910: opus 13: Twee liederen voor bariton en orkest; teksten Carpenter
- 1913?:opus 15: Twee liederen op tekst van Yeats
- 1908: opus 16: Suite: The Golden River voor orkest
- 1909: opus 17: Vijf liederen op teksten van Gibbson
- 1908: opus 18: The Transfiguration of Dante; voor solisten, koor en orkest
- 1909: opus 19: Symfonisch gedicht Prometheus
- 1910: opus 20: Sunset at Sea (teksten van Reginald Buckely), voor koor en orkest
- 1909: opus 21: Vier dansen: Morris Dance, Minuet, Pavane, Valse
- 1910: opus 23: Keltische schetsen: Sea-Sorrow, Sea Rapture, Pharais
- 1910-1924: opus 24: A Song of Freedom and Joy (tekst Edward Carpenter) voor koor en orkest
- 1911: opus 26: Strijkkwartet
- 1913: opus 29: The Vindictive Staircase (tekst: W.W. Gibson), voor koor en orkest
- 1913: opus 30: A Sister of Sorrow: op teksten van Bottomley
- 1914: opus 31: Songs of night and morning op tekste van Bottomley

Zonder opusnummer
- 1903: Pompilia; symfonisch gedicht voor orkest
- 1904: Mignon's Requiem (tekst door Goethe en Carlyle),voor jongenskoor, koor en orkest;
- 1906: Oithona , een opera naar Ossian
- 1907: Symfonie nr. 1 "Before Sunrise" voor contra-alt, koor en orkest
- 1912: The Heavens Declare Thy Glory; kerkmuziek
- 1914: Who can number the Sands of the Sea? voor "S.A.T.B." ;kerkmuziek
- 1916-1918: Drie stukken voor orkest
- 1919: Strijkkwartet in A-Majeur
- 1917-1920: Concerto Fantasia voor piano en orkest
- 1922: Christ in the Wilderness;; kerkmuziek
- 1922: Sonate voor altviool en piano
- 1923: Ecloge voor orkest
- 1924: Pavane, idylle en bacchanaal; voor strijkorkest
- 1924: Sonate voor cello en piano.
- 1924: The Tower (teksten Robert Nichols), voor koor en orkest
- 1925: Fantasia on the plainsong melody Vexilla Regis; kerkmuziek
- 1921-1926: A Hymn to God the Father (tekst John Donne), voor koor en orkest
- 1921-1926: The Dancing Seal (tekst W.W.Gibson), een Humoreske voor koor en orkest
- 1928: And I Saw a New Heaven; kerkmuziek
- 1928: Fiat Lux; voor vierstemmig koor; kermuziek
- 1928: To The Name above every name, (tekst Richard Crashaw), voor sopraan, koor en orkest
- 1929: Rapsodie: Epirhalamion
- 1931: Open Thy Gates; kerkmuziek
- 1939-1940: Symfonie nr. 2 in d-mineur
- 1944 The Pearl Tree
- 1946: Een Engelse Idylle (tekst: Neville Cardus) voor bariton en orkest
- 1952-1956: Symfonie nr. 3 in c-mineur
- 1953: Bush Policemen (filmmuziek)

Onbekend:
- Music for a tragedy
- Sweet nightingale